# Marie-Élaine Proulx
 (décembre 2017).
Si vous disposez d'ouvrages ou d'articles de référence ou si vous connaissez des sites web de qualité traitant du thème abordé ici, merci de compléter l'article en donnant les références utiles à sa vérifiabilité et en les liant à la section « Notes et références ».
Marie-Élaine Proulx est une animatrice de radio et présentatrice de télévision québécoise.

## Carrière
Marie-Élaine Proulx débute comme animatrice à la radio, pour multiples stations québécoises, telles que CKOI et Rythme FM. Depuis 2008, elle tient une émission sur la station CITE-FM 107,3 Montréal jusqu'à 2017.
À la télévision, elle a été chroniqueuse sporadique sur plusieurs émissions telles Infoman (Télévision de Radio-Canada), Libre échange (Télé-Québec) et Tout le monde tout nu (Radio-Canada), etc. Elle coanime, en compagnie du docteur Georges Lévesque, l'émission Une pilule, une petite granule depuis la saison 2006-2007, dont le contenu est relié au domaine médical.

## Source
- À propos de l'émission Une pilule, une petite granule, Télé-Québec